# Esneux
Esneux (wa. Esneu) – miejscowość i gmina (commune) w Belgii, w Regionie Walońskim, w prowincji Liège, w okręgu Liège. 1 stycznia 2024 roku liczyła 12 827 mieszkańców.

## Podział administracyjny
W skład gminy wchodzi jedna dzielnica (section):
- Tilff

## Współpraca
Miejscowości partnerskie:
- Châtillon-sur-Seine, Francja
- Ratzeburg, Niemcy
- Sława, Polska
- Walcourt, Namur